# Wester Balblair
Wester Balblair är en by i Highland i Skottland. Byn är belägen 5 km 
från Muir of Ord. Orten har 462 invånare (2011).